# Gaspard-Joseph Chaussegros de Léry (1682-1756)
Ne doit pas être confondu avec Gaspard-Joseph Chaussegros de Léry (1721-1797).
Pour les articles homonymes, voir Léry.
Gaspard-Joseph Chaussegros de Léry, né le 3 octobre 1682 à Toulon et mort le 23 mars 1756 à Québec, est un officier d'infanterie de l'armée et un ingénieur militaire français qui a entre autres conçu des fortifications de Québec.

## Biographie
Né à Toulon en France le 3 octobre 1682, Gaspard-Joseph Chaussegros de Léry est issu d'une dynastie d'ingénieurs militaires. Il apprend le génie militaire de manière pratique, comme les autres ingénieurs militaires de l'époque, auprès son père.
Dès 1717, il devient ingénieur du roi en Nouvelle-France car il est envoyé à Québec par le Conseil de marine pour une période d'un an (mais il y restera quarante ans). Son premier mandat est d'effectuer le lever topographique du terrain et d'ébaucher un projet de fortification permanente pour assurer la défense de la colonie. Son plan-relief s'inspire des principes de Blaise de Pagan et prévoyait une citadelle sur le cap Diamant. Le projet est accepté en 1718, mais les travaux sont vite interrompus car Québec est loin d'être l'unique priorité du gouvernement: le secrétaire d'État à la Marine Maurepas est également soucieux de protéger Louisbourg et Montréal, de même qu'une crise économique se profile en métropole.
Sans attendre l'autorisation de ses supérieurs, le gouverneur La Boische remet le projet (légèrement modifié) en branle dans les années 1740, dû aux craintes suscitées par la guerre de Succession d'Autriche puis la capitulation de Louisbourg.
Après la prise de Québec en 1760, les Britanniques constatent que l'enceinte n'était toujours achevée, et c'est l'ingénieur Patrick MacKellar (en) qui le fera puis ajoutera sept fortins le long du promontoire. Au fil du temps, plusieurs autres ouvrages auxiliaires et rénovations se sont greffés aux fortifications de Léry.
On lui doit également à Québec des plans d'urbanisme et de travaux tels que l'achèvement du réaménagement du château Saint-Louis (1724), la construction d'un chantier naval sur la rivière Saint-Charles (1738), des Nouvelles-Casernes (1747), etc., de même que les fortifications de Montréal (1717) et plusieurs résidences civiles.

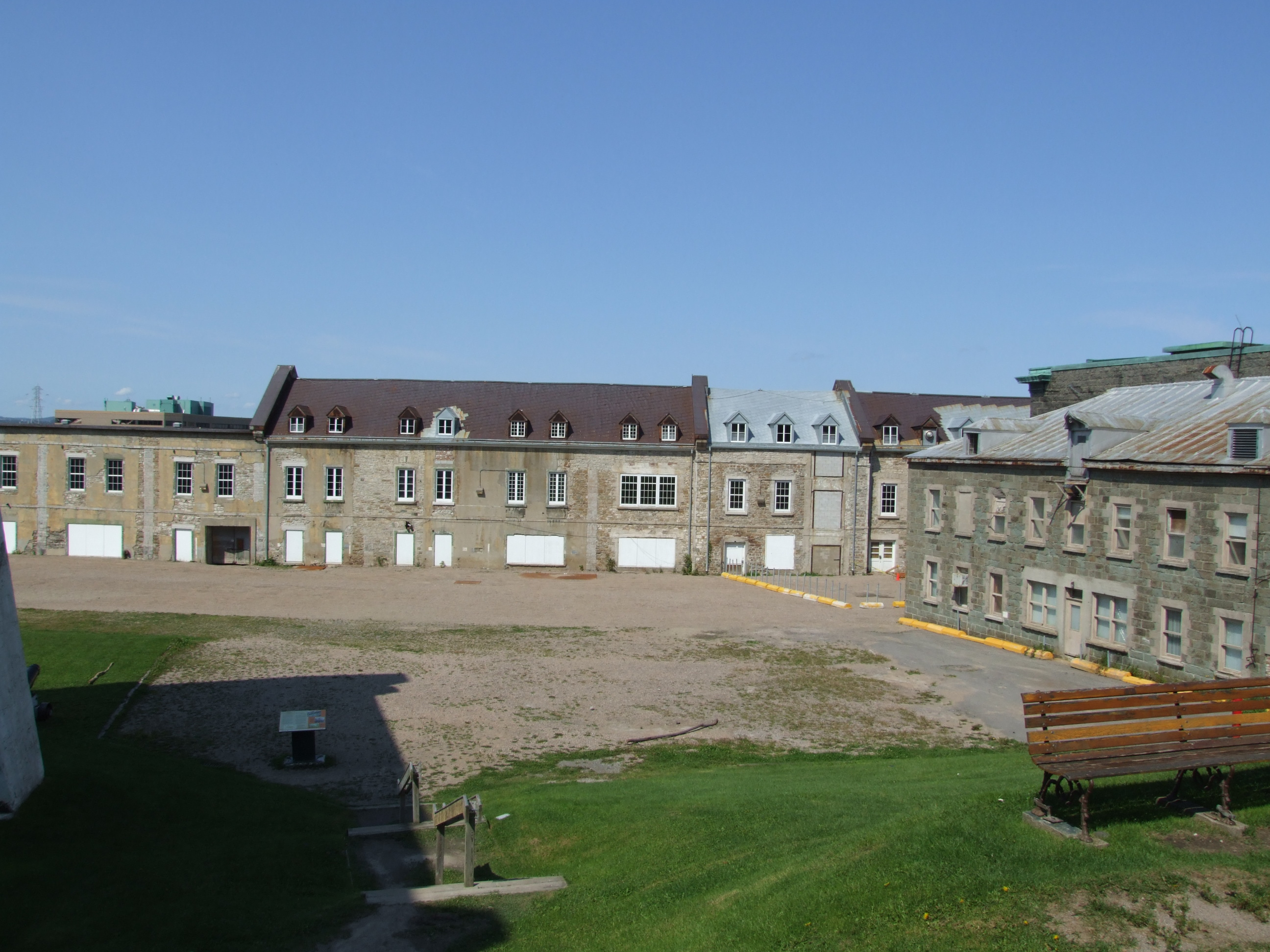
Les Nouvelles-Casernes à Québec
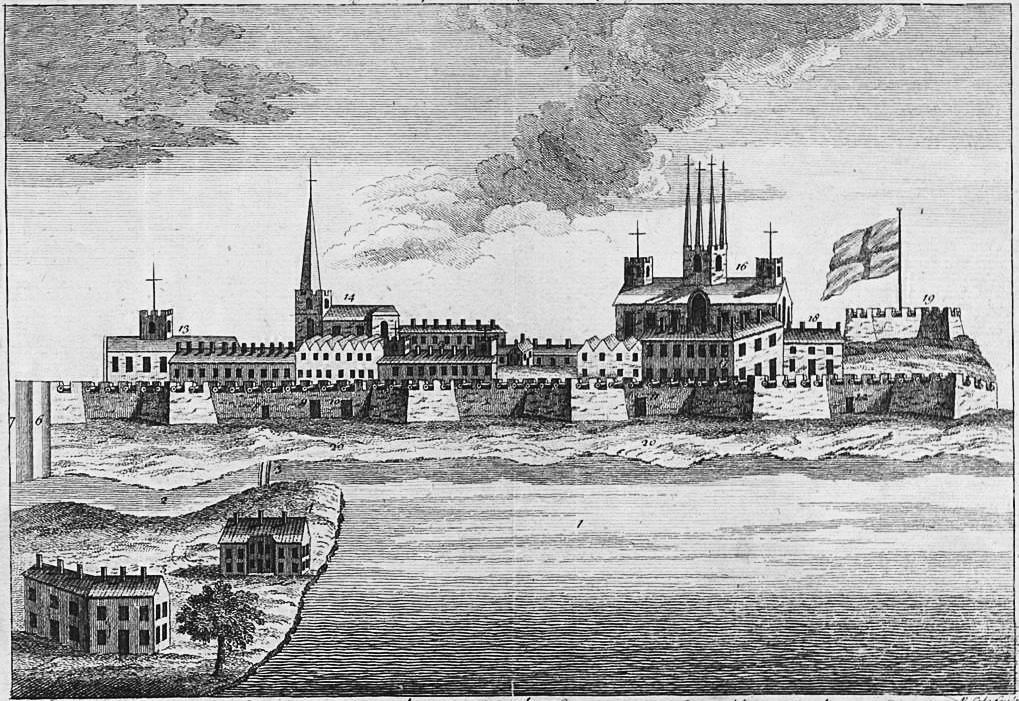
Montréal, fortifiée
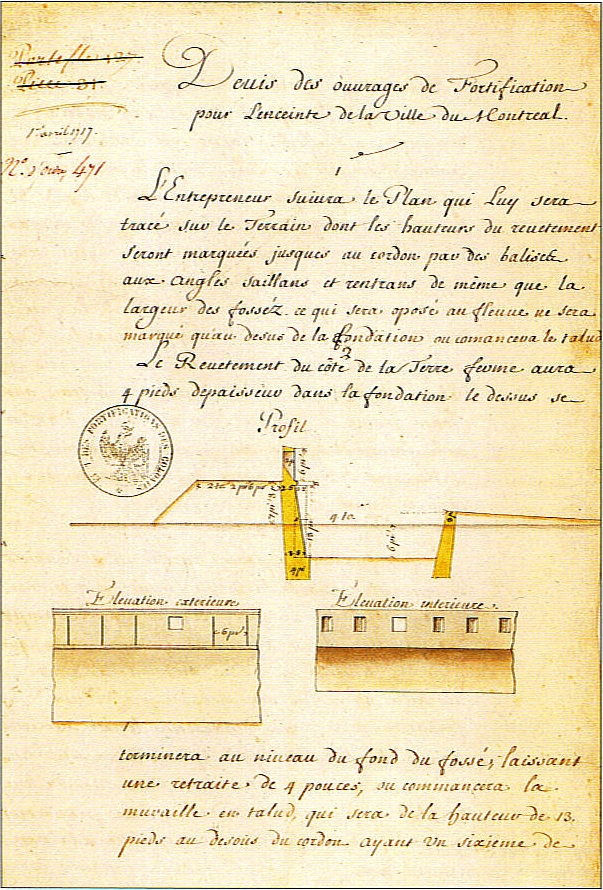
Profil et élévation des remparts de Montréal, du côté des terres
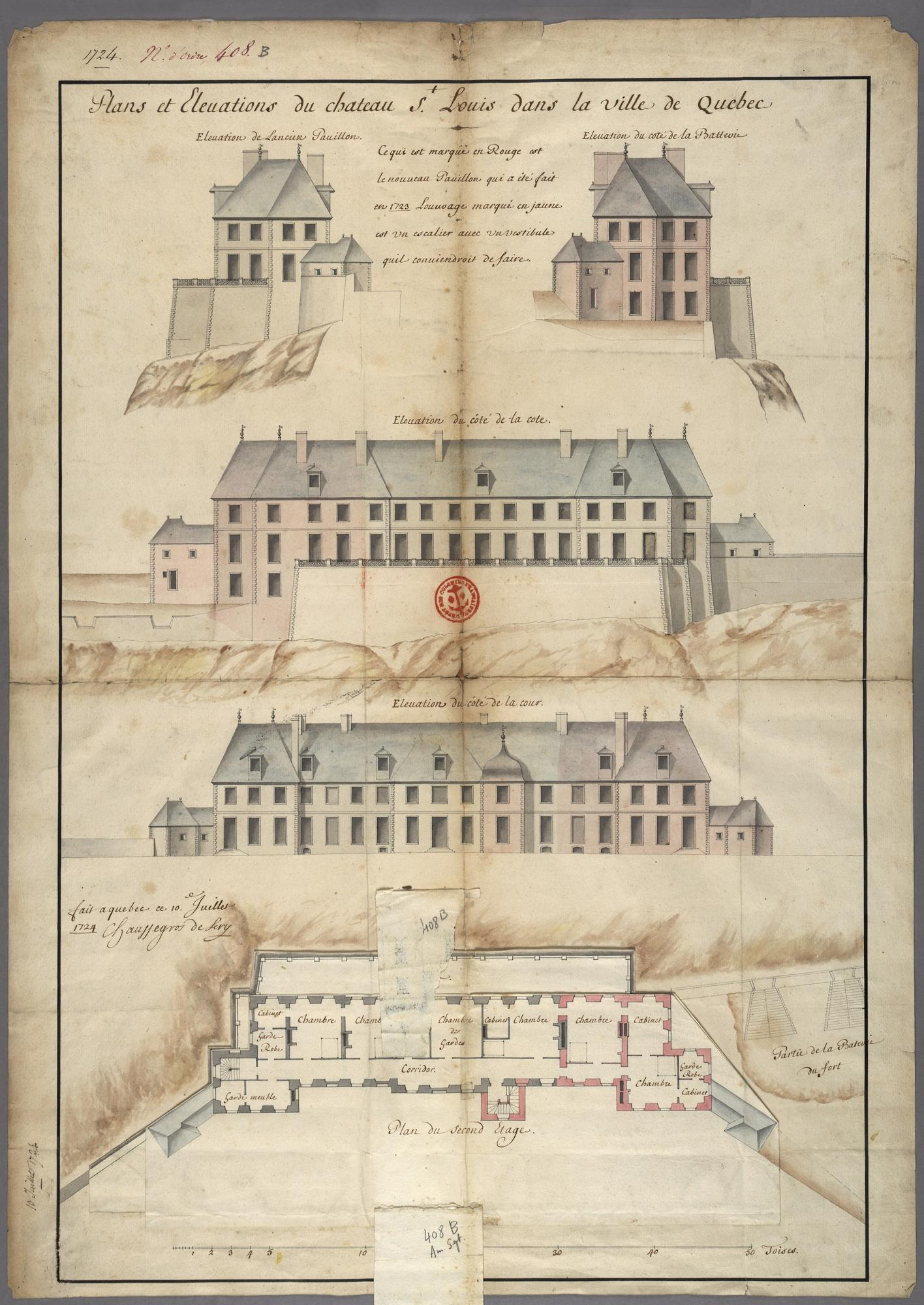
Plans et élévations du château Saint-Louis

Toute sa vie, il tente de publier « Traité de fortification divisé en huit livres » mais la cour de France lui refuse ce privilège. Le manuscrit de Chaussegros de Léry est aujourd'hui conservé aux Archives nationales du Canada à Ottawa.
Il décède à Québec le 23 mars 1756 et laisse derrière lui un fils également officer, ingénieur de formation, et nommé Gaspard-Joseph Chaussegros de Léry.

### Postérité
- Le fonds d'archives de Gaspard-Joseph Chaussegros de Léry est conservé au centre d'archives de Montréal et celui de la Famille Chaussegros de Léry est conservé au centre d'archives de Québec de Bibliothèque et Archives nationales du Québec[7].
- Le Complexe Chaussegros-de-Léry de Montréal est nommé en son honneur.
- Des rues nommées Léry existent dans de nombreuses villes du Québec